# Happiness of Three Women
Happiness of Three Women er en amerikansk stumfilm fra 1917 af William Desmond Taylor.

## Medvirkende
- House Peters som Billy Craig.
- Myrtle Stedman som Constance Barr.
- Larry Steers som Mark Barr.
- Daisy Jefferson som Myrtle Gale.
- William Hutchison som Judas Fletcher.